# Villasabariego
Villasabariego és un municipi de la província de Lleó, a la comunitat autònoma de Castella i Lleó. Inclou els pobles de:
- Palazuelo de Eslonza
- Valle de Mansilla
- Vega de los Árboles
- Villabúrbula
- Villacontilde
- Villafalé
- Villafañe
- Villarente
- Villasabariego
- Villiguer
- Villimer

## Demografia
| 1991 | 1996 | 2001 | 2004 |
| ---- | ---- | ---- | ---- |
| 1270 | 1204 | 1254 | 1182 |